# Archamia
Archamia  es un género de peces de la familia apogonidae, del orden perciformes. Esta especie marina fue descubierta por Theodore Gill en 1863.
Se encuentra en zonas costeras y de manglares y se cree que entra en los ríos, pero también se encuentra junto a naufragios en aguas más profundas y sobre sustratos fangosos. Se alimentan de huevos y larvas de peces y de camarones.